# 9. tisíciletí př. n. l.
V 9. tisíciletí př. n. l. se začínají objevovat první náznaky zemědělství. Divoké obilniny lidé soustřeďují do míst kolem osad (na území dnešní Sýrie a Turecka). Zakládají tak první pole. Ke konci tisíciletí domestikují některá zvířata (kozy, psy, prasata). V Andách pěstují chilli a fazole.
Rapidní oteplování planety způsobuje tání ledovců, potažmo rozsáhlé záplavy. Na mnoha místech se stepi mění v husté lesy.
Podle archeologických nálezů je osídlována severní Evropa.